# طواف كولومبيا 1992
طواف كولومبيا 1992 هو سباق دراجات هوائية أقيم بتاريخ مارس 31 – أبريل 12، تكون السباق من 12 مرحلة وامتدّ لمسافة 1974 كم بسرعة 40.6045 كم/س، استغرق السباق 48 ساعة 36 دقيقة 55 ثانية.